# Hermenegildo Lopes de Morais
Hermenegildo Lopes de Morais (Itaberaí, 13 de abril de 1833 — Morrinhos, 1917) foi um político e militar brasileiro que serviu como deputado federal e vice-presidente de Goiás, tendo sido governador de Goiás eleito, mas impedido de ser empossado devido a Revolução de 1909. Também integrou à Guarda Nacional. Sua filha, Amélia, foi primeira-dama estadual, casada com José Xavier de Almeida, seu aliado político, e seu filho homônimo, foi deputado e senador federal.

## Biografia
Começou a carreira política ao ser nomeado em 1886, vice-presidente da Província de Goiás e em seguida, se tornou coronel da Guarda Nacional. Com a Proclamação da República, propôs-se à política de unificação e paz entre os grupos políticos de Goiás, auxiliando na formação do Centro Republicano de Goiás, o PRG. 
Em 1894, foi eleito para um mandato como deputado federal pelo seu estado, permanecendo, após uma reeleição, até 1899, quando passou a dedicar-se a cargo de 3º vice-presidente estadual, que tinha acumulado na eleição do ano anterior. Urbano de Gouveia, aliado dos Bulhões, foi eleito para a presidência.
Ele exerceu a função de deputado federal por Goiás entre 1894 a 1901, quando assumiu a 3.ª vice-presidência, retornou em 1906 e mesmo tendo sido eleito e deposto como governador, permaneceu no ofício até 1911. Hermenegildo Lopes de Morais faleceu no exercício de seu mandato como deputado, após renovação não consecutiva em 1915, no ano de 1917.